# حسن کاظمی قمی
حسن کاظمی قمی (زادهٔ ۱۳۳۸ در قم) دیپلمات ایرانی و نظامی عضو سپاه پاسداران است که سرپرست سفارت جمهوری اسلامی ایران در کابل و نماینده ویژه رئیس‌جمهور در امور افغانستان بوده‌است‌. وی پیش‌تر اولین سفیر ایران در عراق بعد از سقوط حکومت بعث و در زمان دولت محمود احمدی‌نژاد بود.
وی دارای لیسانس اقتصاد و مدرک کارشناسی ارشد مدیریت استراتژیک است. او پیشتر نیز سرکنسول کنسولگری جمهوری اسلامی ایران در شهر هرات در افغانستان بود. از جمله اقدامات مهم وی می‌توان به سرپرستی هیئت ایرانی در ۲ دور اول مذاکرات هیئت‌های ایرانی و آمریکایی در عراق اشاره کرد که در دفتر کار نوری المالکی انجام شد.
وی در یکم بهمن ۱۴۰۱ کار خود را به عنوان سرپرست سفارت جمهوری اسلامی ایران در امارت اسلامی افغانستان آغاز نمود و در چهارم دی ۱۴۰۳، یعنی کمتر از دو سال از آغاز مأموریت، جای خود را به علیرضا بیگدلی داد.